# Hans Erwin von Spreti-Weilbach
Hans Erwin von Spreti-Weilbach, född 24 september 1908 i Karlsruhe, död 30 juni 1934 i München, var en tysk SA-Standartenführer och chef för SA-Gruppe Schlesien. I november 1933 blev han Ernst Röhms adjutant.
I början av 1930-talet ansåg Adolf Hitler att Sturmabteilung (SA) hade blivit ett hot och att dess ledare Ernst Röhm planerade en statskupp. Under de långa knivarnas natt lät Hitler därför mörda SA:s ledarskikt. von Spreti-Weilbach greps och fördes till Stadelheimfängelset i München. Tillsammans med Hans Hayn, Edmund Heines, Peter von Heydebreck, Wilhelm Schmid och August Schneidhuber arkebuserades von Spreti-Weilbach av ett exekutionskommando under befäl av Sepp Dietrich.

## Befordringshistorik
- SA-Sturmführer: 5 januari 1932
- SA-Sturmbannführer: 1 april 1933
- SA-Standartenführer: 1 mars 1934